# Hàng không năm 1994
Đây là danh sách các sự kiện hàng không nổi bật xảy ra trong năm 1994:

## Chuyến bay đầu tiên

### Tháng 2
- 15 tháng 2 - Eurocopter EC 135

### Tháng 3
- 27 tháng 3 - Eurofighter Typhoon

### Tháng 6
- 12 tháng 6 - Boeing 777

### Tháng 9
- 13 tháng 9 - Airbus Beluga

### Tháng 10
- 25 tháng 10 - Bell 430

### Tháng 12
- 16 tháng 12 - Antonov An-70